# نورمی‌یروی
نورْمی‌یَرْوی (تلفظ فنلاندی: [ˈnurmiˌjærʋi]) پرجمعیت‌ترین شهرداری روستایی فنلاند است که در ۳۷ کیلومتری شمال هلسینکی قرار دارد. شهرداری‌های همسایه نورْمی‌یَرْوی شامل اسپو، وانتا، تووسولا، هووینکه و ویفتی هستند که همگی بخشی از هلسینکی بزرگ برشمرده می‌شوند.

## پیشینه
جمعیت نورْمی‌یَرْوی ۴۴٬۱۳۶ نفر است. در دهه‌های اخیر، این منطقه مسکونی از نظر رشد جمعیت یکی از سریع‌ترین شهرداری‌ها در هلسینکی بزرگ و همچنین در کل فنلاند بوده‌است. نزدیکی به هلسینکی منجر به رشد قابل توجه روستاهای اصلی مانند کِلاوْکْکالا، رایاماکی و تروکْکا شده‌است. کِلاوْکْکالا بزرگترین منطقه ساخته شده نورْمی‌یَرْوی است که امروزه به عنوان یک شهر خوابگاهی هلسینکی (نیروی کاری که صبح در هلسینکی بزرگ حضور دارد و شب به این منطقه بر می‌گردد) در نظر گرفته می‌شود.

در منابع انگلیسی نورْمی‌یَرْوی به معنای دریاچه چمن آمده‌است، اگرچه دریاچه‌ای که نام این منطقه مسکونی از آن گرفته شده در اوایل قرن بیستم تخلیه شد و اکنون چیزی بیش از چند مزرعه مسطح در نزدیکی مرکز روستا نیست. نورْمی‌یَرْوی یکی از سه شهرداری در منطقه اوسیما است که نام سوئدی ندارد. دو شهرداری دیگر آسکولا و مَنْتسالا هستند.

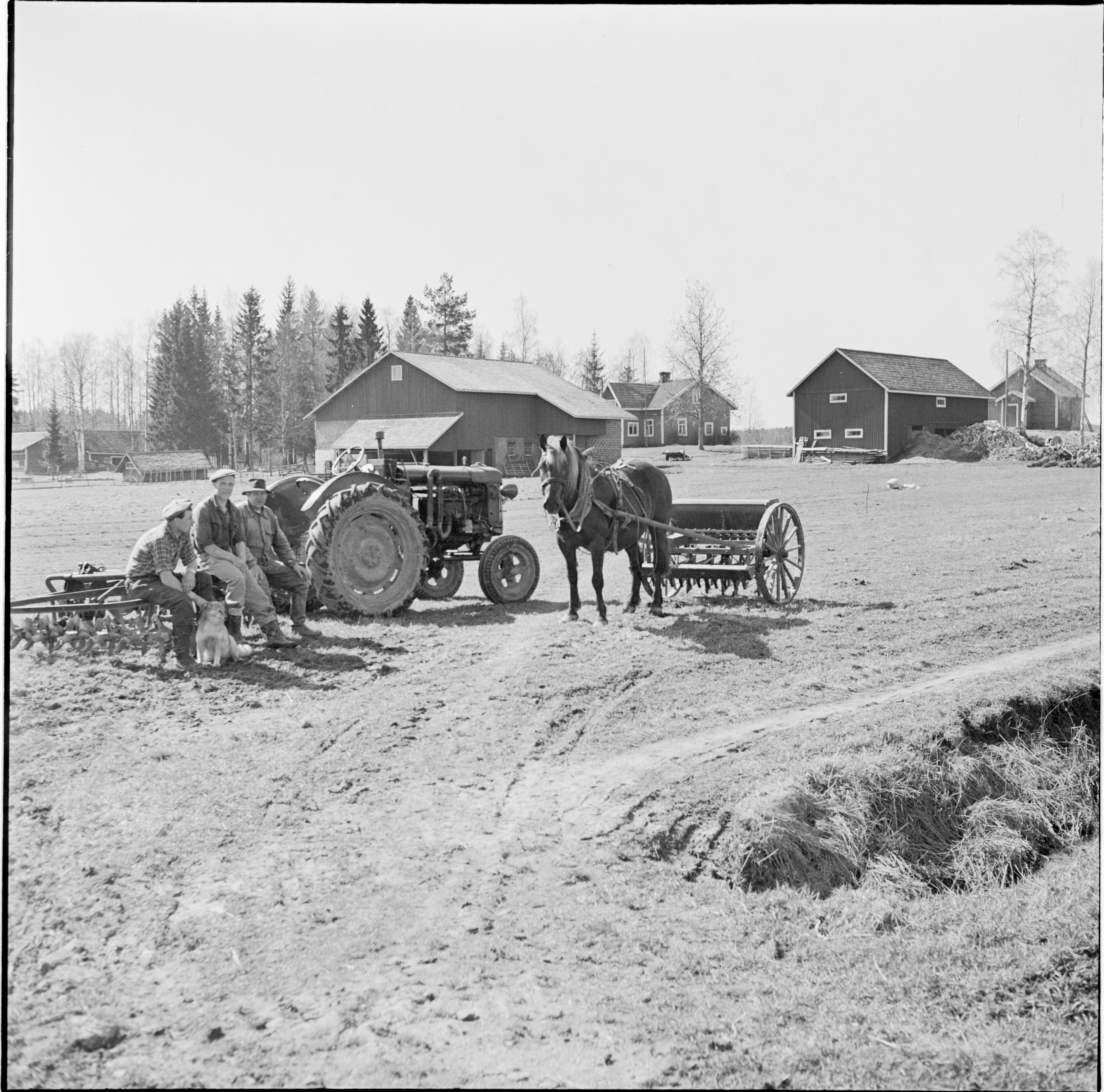
مهمترین منابع درآمد نورْمیارْوی در طول تاریخ کشاورزی بوده‌است. تصویر مربوط به سال ۱۹۵۴

از نظر اداری، دریاچه نورْمی‌یَرْوی از ترکیب مناطق لوپْپی، ویفتی و وانتا تشکیل شده‌است. اولین ذکر مستند ازنورْمی‌یَرْوی به سال ۱۴۸۸ برمی گردد. بر اساس ثبت اراضی سال ۱۵۳۹، نورْمیارْوی دارای ۱۵ روستا با مجموع ۱۱۳ خانه بود.
اولین کلیسای ساخته شده در نورْمی‌یَرْوی، کلیسای سنت مارتین در سال ۱۵۶۵ است که در اواخر قرون وسطی ساخته شد. این کلیسا در سال ۱۶۹۲ تکمیل شد و کلیسای فعلی در سال ۱۷۹۳ گسترش یافت.
نورْمی‌یَرْوی از دیرباز دارای یک کشاورز قوی بوده‌است و سهم مزارع در کل مساحت شهرداری تقریباً یک سوم است که بیشتر از بسیاری از شهرداری‌های دیگر فنلاند است. محصولات باغی نیز در این ناحیه کشت شده‌اند و به عنوان مثال، تقریباً نیمی از برداشت کلم وحشی در فنلاند درنورْمی‌یَرْوی تولید می‌شود. در این ناحیه هیچ فراورده لبنی تولید نمی‌شود.
کارخانه‌های صنعتی نیز در اواخر قرن ۱۹ در این ناحیه سروشکل گرفتند، اولین کارخانه صنایع داروسازی فنلاند توسط آلبین کوپونن در نورْمی‌یَرْوی در سال ۱۸۹۹ تأسیس شد

## حمل و نقل
مهمترین مسیر ترافیکی از طریق نورْمی‌یَرْوی، جاده ملی فنلاند ۳ (جاده ئی۱۲ اروپا) بین شهرهای هلسینکی و تامپره است.

## فرهنگ
نورْمی‌یَرْوی بیشتر به عنوان زادگاه نویسنده ملی فنلاند، آلکسیس کیوی شناخته می‌شود. هر سال، شهرداری میزبان جشنواره کیوی (Kivi-juhlat) است، که محل اصلی آن منطقه موزه تابورینووری در کنار زادگاه الکسیس کیوی است.
دارکوب سیاه، گورکن اروپایی و گیاه، سرخس نر از حیوانات و بافت گیاهی نورْمی‌یَرْوی است.

## مشاهیر

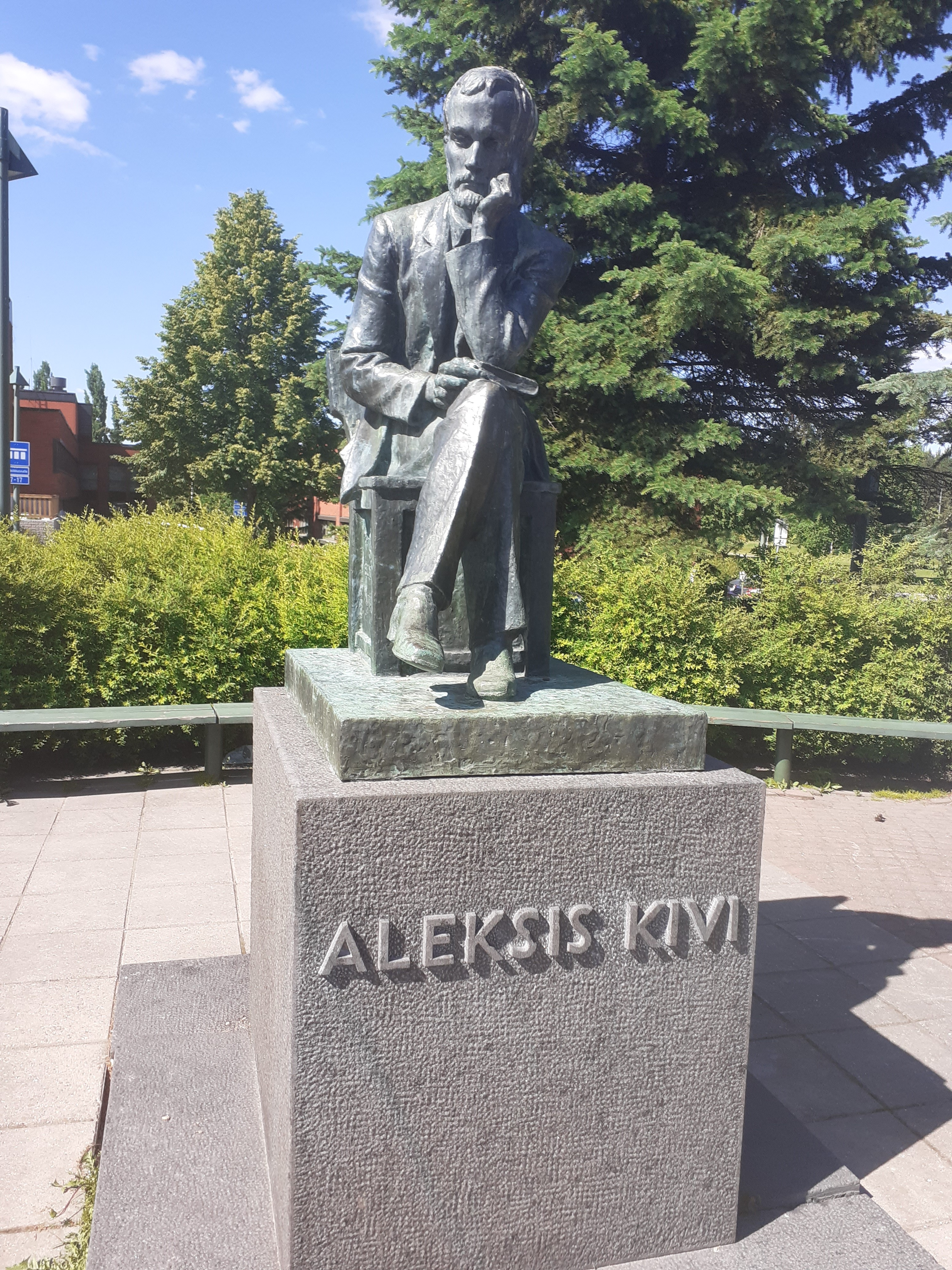
مجسمه آلکسیس کیوی

- آنتی یوکینن (متولد ۱۹۶۸) کارگردان فیلم
- آنتی کالیوماکی (متولد ۱۹۴۷) سیاستمدار و ورزشکار
- دمه کاروکسکی (زادهٔ ۱۹۷۶)، کارگردان سینما
- آلکسیس کیوی (۱۸۳۴–۱۸۷۲)، نویسنده و نمایشنامه‌نویس
- تیمو تولکی (متولد ۱۹۶۶)، گیتاریست، خواننده و ترانه‌سرا
- ماتی وانهانن (متولد ۱۹۵۵)، سیاستمدار، نخست‌وزیر سابق فنلاند

## نگارخانه

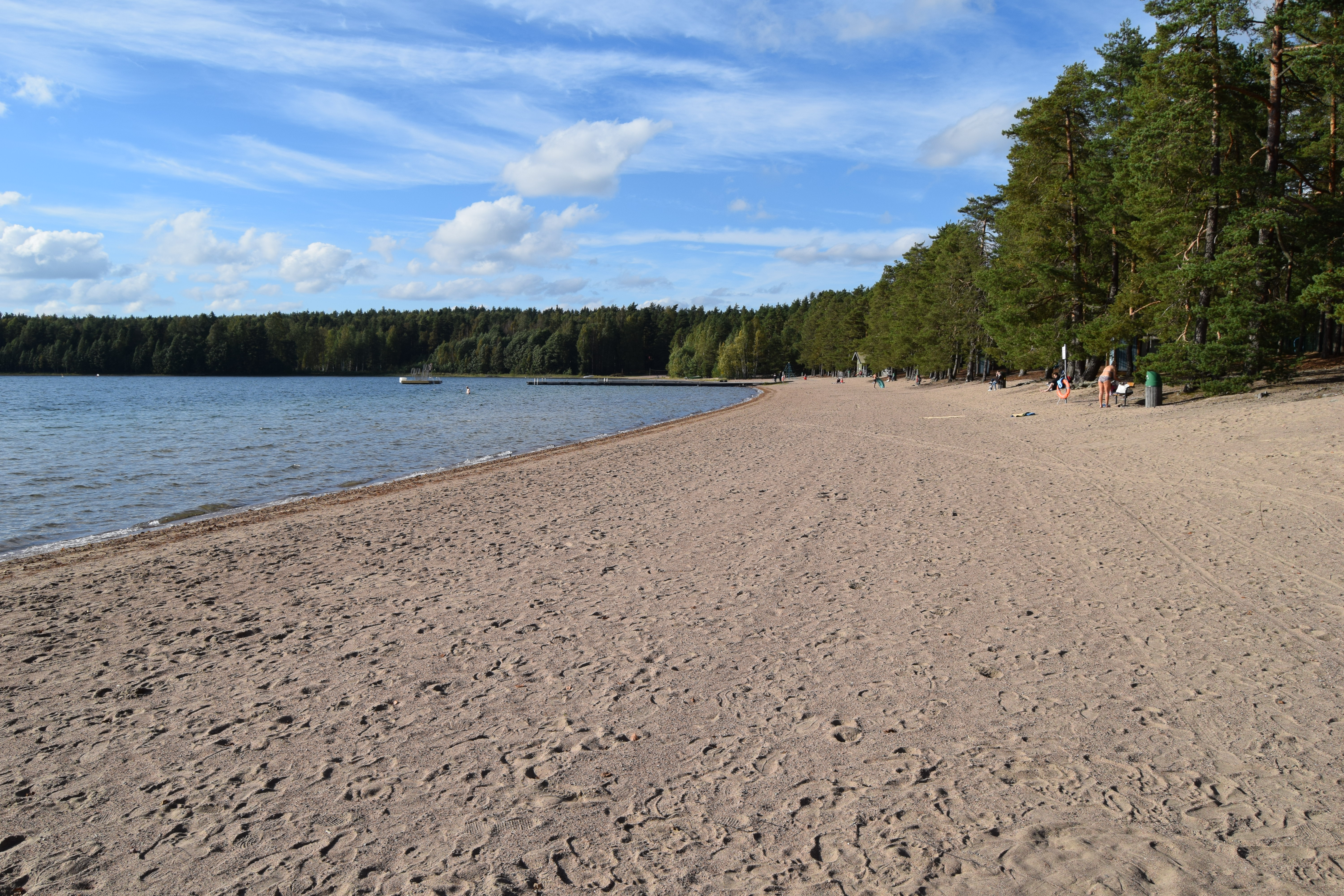
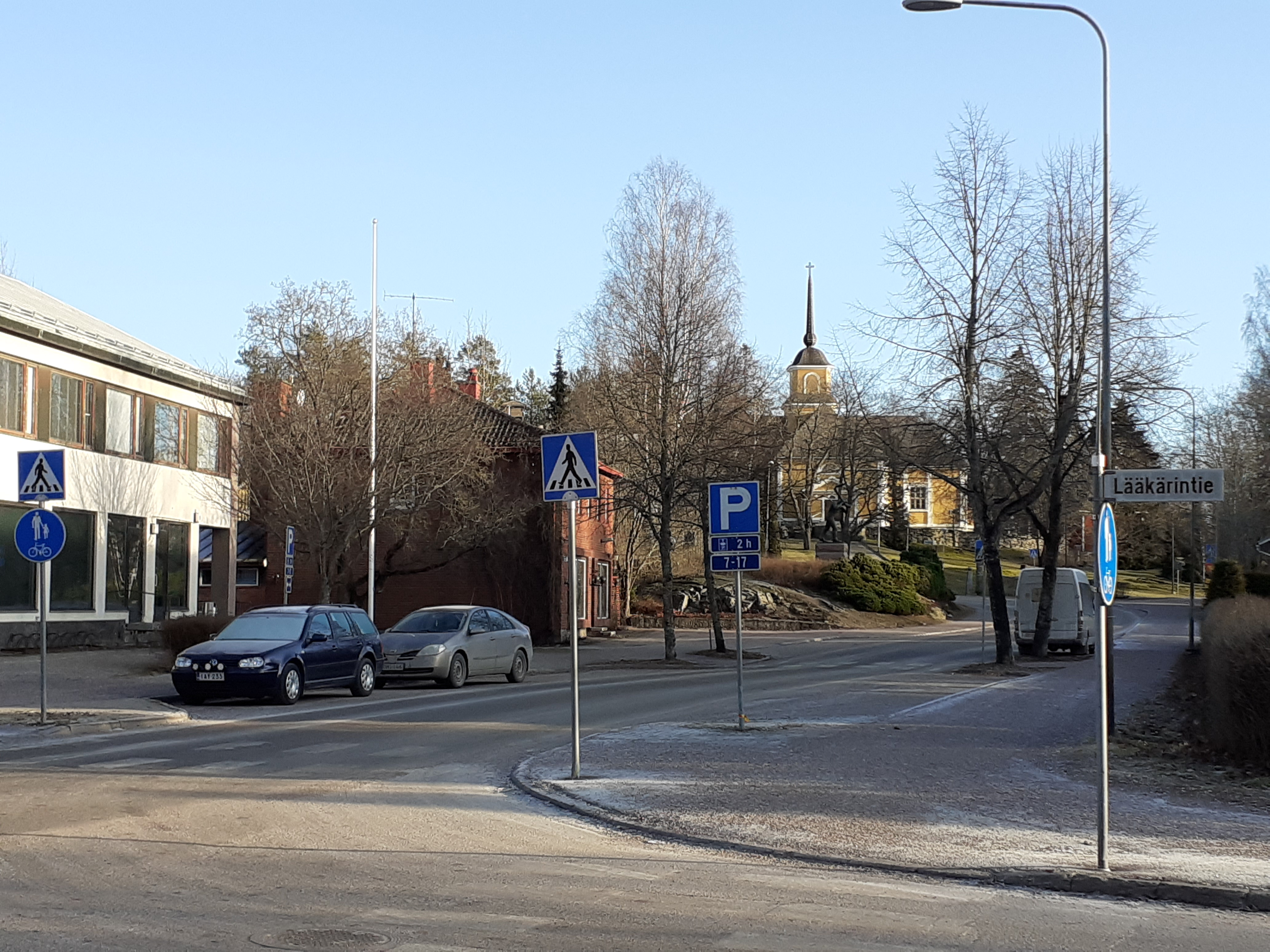
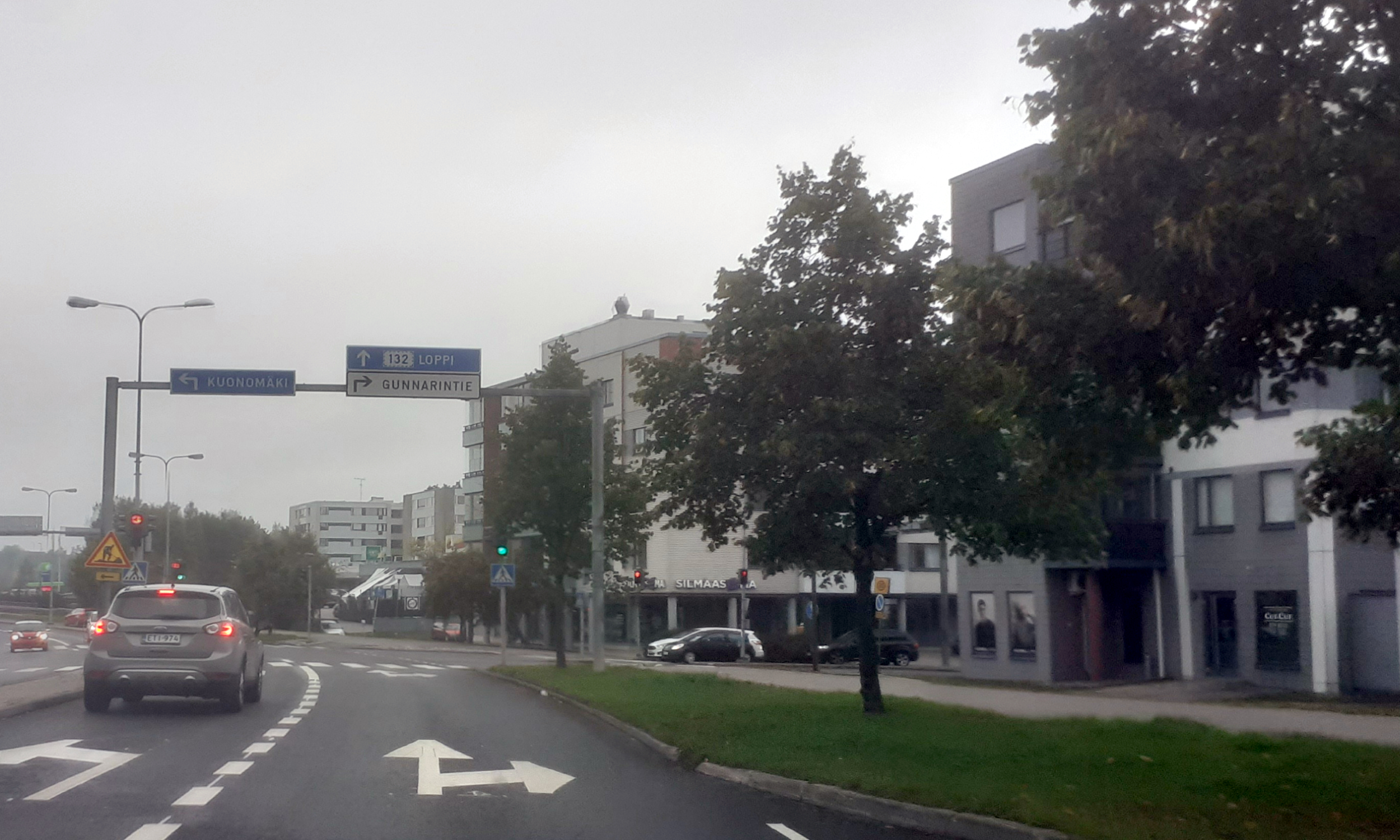
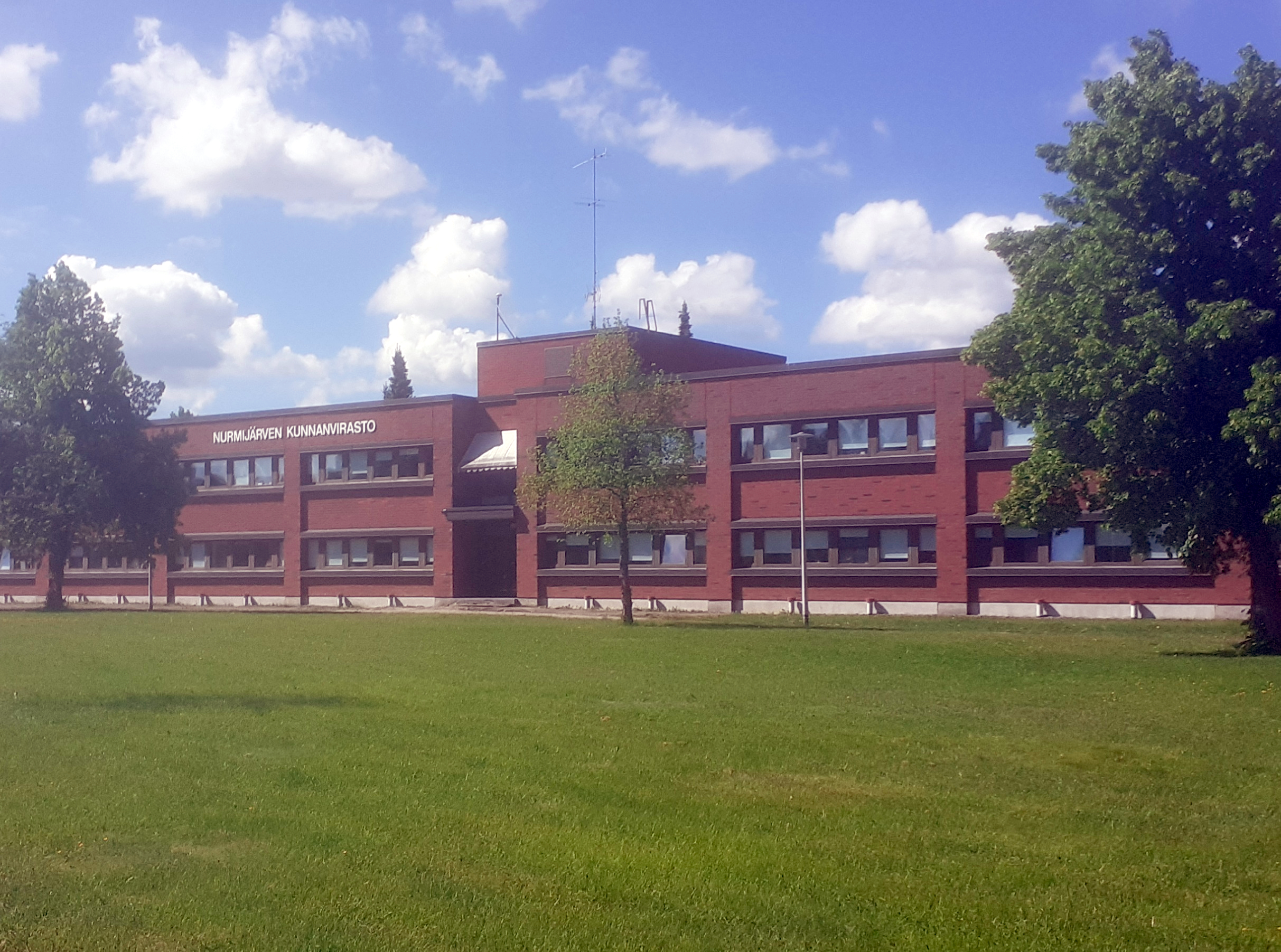
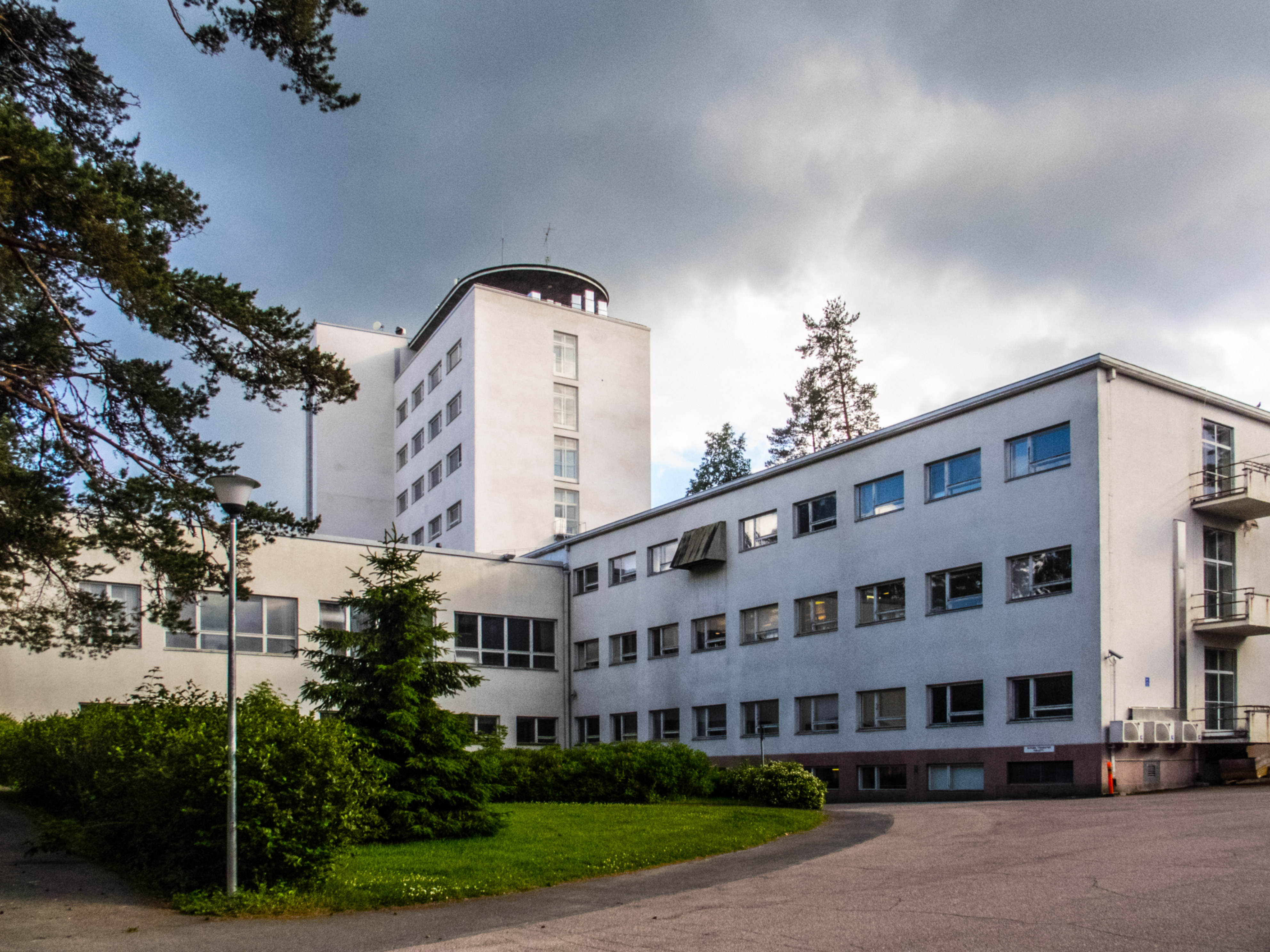

## شهرهای خواهرخوانده
- بخش لیلا ایدت، سوئد
- رپلا، استونی